# Jedność rozkazodawstwa
Jedność rozkazodawstwa – jedna z 14 zasad zarządzania, zdefiniowanych przez "ojca" klasycznej szkoły zarządzania, Henriego Fayola, polegająca na bezpośredniej podległości służbowej pracownika wobec tylko jednego przełożonego – w myśl tej zasady pracownik odpowiada za swoją pracę tylko przed jednym przełożonym.
Henri Fayol był zdania, iż pracownik będzie działał najbardziej efektywnie wówczas, gdy otrzymywać będzie polecenia wyłącznie od jednej osoby - inaczej prowadzić to może do sprzecznych poleceń, konfliktu interesów, podważania autorytetu, zakłóceń komunikacji, jak też może powodować rosnące poczucie niepewności i niezadowolenia pracowników.
Przełożony może również podlegać innemu przełożonemu, zatem zasada jedności rozkazodawstwa winna obejmować także ewentualne inne szczeble zarządzania w organizacji.
Postępowanie zgodne z tą zasadą wymaga od przełożonego wysokich kwalifikacji, stąd propozycja Henriego Fayola, by tworzyć zarówno stanowiska liniowe, jak też niezależne stanowiska sztabowe. O ile te pierwsze winny działać na bezpośredniej linii podporządkowania i pracownicy na nich zatrudnieni winni realizować wyznaczone cele w ramach celów organizacji, o tyle na tych drugich stanowiskach winni być zatrudniani specjaliści i eksperci, których nadrzędnym zadaniem jest służyć swoim doświadczeniem, radą oraz wsparciem osobom zatrudnionym na stanowiskach liniowych.